# Минько, Сергей Анатольевич
Сергей Анатольевич Минько (род. 20 сентября 1973, Павлодар, Казахская ССР) — бывший секретарь Мелитопольского горсовета, мэр Мелитополя в 2015—2019 годы, глава Запорожского городского отделения всеукраинской организации Благотворительного Фонда Международный фонд развития украинского села (с 2006 года).

## Биография
Родился в Павлодаре, Республика Казахстан. Имеет высшее образование.
В 2002 году основал ООО «Мелитопольская черешня». По состоянию на 2014 год профессионально занимается политикой и, по собственному заявлению, в управлении своим бизнесом участия не принимает. Руководитель Запорожского областного центра Всеукраинского гражданского объединения «Украинская аграрная конфедерация» (с 2005 года), глава Запорожского городского отделения Благотворительного Фонда «Международный фонд развития украинского села» (с 2006 года), спонсор ведущего городского футбольного клуба «Мелитопольская Черешня», организатор ежегодных майских автопробегов по местам боевой славы.
5 апреля 2010 года был избран депутатом Мелитопольского городского совета по спискам Партии Регионов. В 2013 году, по собственному признанию, отсутствовал на 6 из 11 сессий городского совета.
28 февраля 2014 года Сергей Минько избран секретарём Мелитопольского горсовета, получив 48 голосов из 50. Поскольку находящийся под следствием Сергей Вальтер отстранён от исполнения обязанностей Городского головы, одновременно с избранием секретарём горсовета Сергей Минько стал исполняющим обязанности Мелитопольского городского головы. На следующий день после избрания он вышел из Партии Регионов, заявив, что как секретарь городского совета не может быть причастен к каким-либо политическим силам.

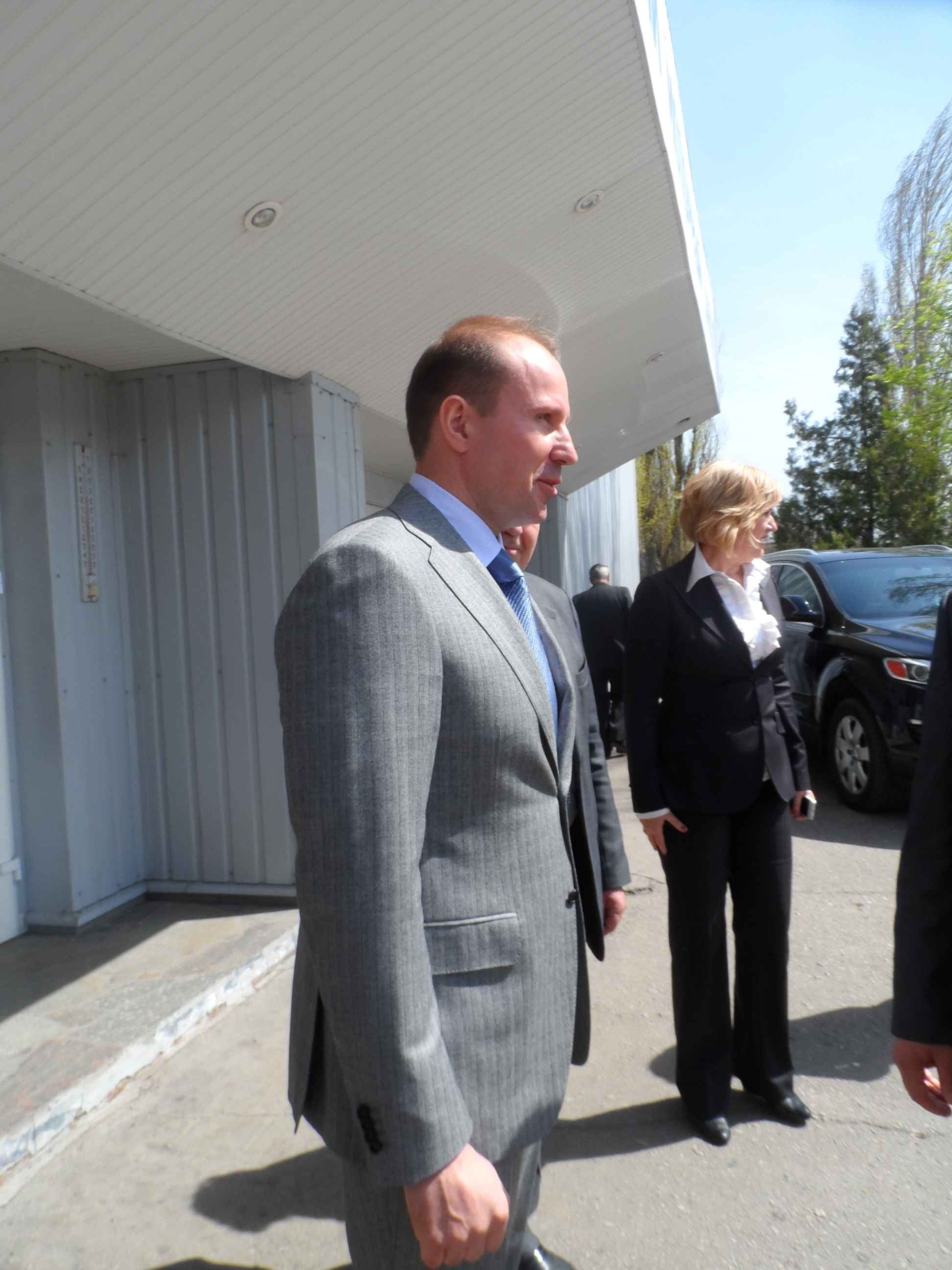
АвтоЗАЗ

Сам Сергей Минько допускает, что его каденция на посту секретаря горсовета будет короткой — выборы в местные советы назначены на 26 октября 2014 года. Первые его шаги в должности секретаря горсовета и и. о. городского головы были направлены на установление дружественных отношений с созданными в городе отрядами самообороны.
15 апреля Сергей Минько подал в отставку с поста председателя Координационного совета гражданского актива города.
24 апреля 2014 года депутаты Мелитопольского городского совета присвоили секретарю горсовета Сергею Минько 7 ранг чиновника местного самоуправления.
19 мая 2015 года в одном из кафе г. Мелитополя сотрудники областного управления по борьбе с экономическими преступлениями задержали депутата-коммуниста Максима Зубарева и антикоррупционера Николая Коржилова. По данным министра МВД Арсена Авакова, они вымогали от и. о. городского головы Сергея Минько 10 тысяч долларов США за отзыв проекта решении сессии городского совета о досрочном прекращении его полномочий.
На выборах мэра 15 ноября 2015 года городским головой города избран Сергей Минько. Выдвиженец от Партии Петра Порошенко приобрел официальный статус мэра. За кандидата свои голоса отдали 23698 мелитопольцев (57,6 %).
В 2017 году принял участие в торжествах по случаю 25-летия Ассоциации городов Украины.

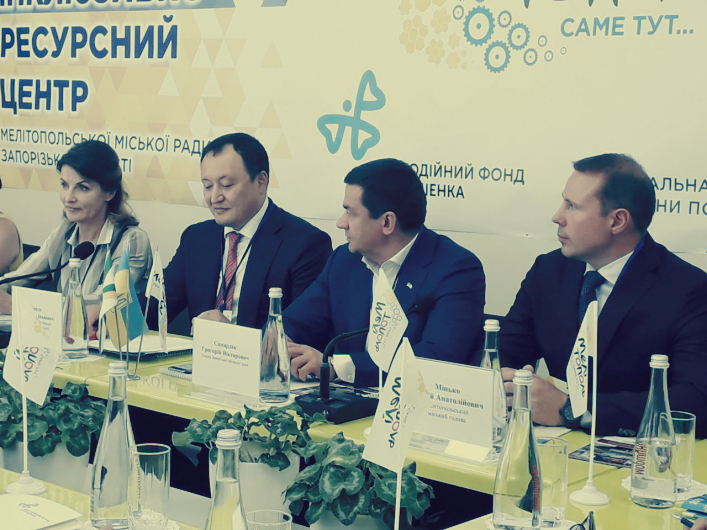
М. Порошенко, К. Брыль, Г. Самардак, С. Минько

Сергей Минько 28-29 ноября 2017 года принял участие в Международном саммите мэров, в Киеве.
Избран депутатом ВР по Мелитопольскому округу. Входит во фракцию «За будущее».
В августе 2020 года была зарегистрирована Минюстом Партия «Команда Сергея Минько».
6 января 2021 года в Мелитополе на сцене ДК Железнодорожников прошел спектакль, организованный народным депутатом Украины Сергеем Минько совместно с БФ «Все можливо». С участием актёров Руслана Писанка, Виктор Андриенко, Николай Григоренко. Комедию «Джекпот для какаду».

## Критика
Перед тайным голосованием за кандидатуру Сергея Минько председатель фракции ПР в горсовете Елена Дубинина всячески рекомендовала его избранникам. Депутат областного совета от ПР Геннадий Шанин тоже положительно охарактеризовал Сергея Минько.
Минько в марте 2018 года попал в рейтинг мэров городов Украины по версии журнала «Корреспондент», где он занял 31 место.

## Семья
Женат. Имеет трёх сыновей и дочь.
Женат на модели Екатерине Левочко.

## Награды
- С Указом Президента Украины № 415 / 2018 от 07.12.2018 за весомый личный вклад в государственное строительство, развитие местного самоуправления, многолетний добросовестный труд и высокий профессионализм Мелитопольский городской голова Сергей Минько награждён орденом «За заслуги» III степени.[14]